# أوداوارا (كاناغاوا)

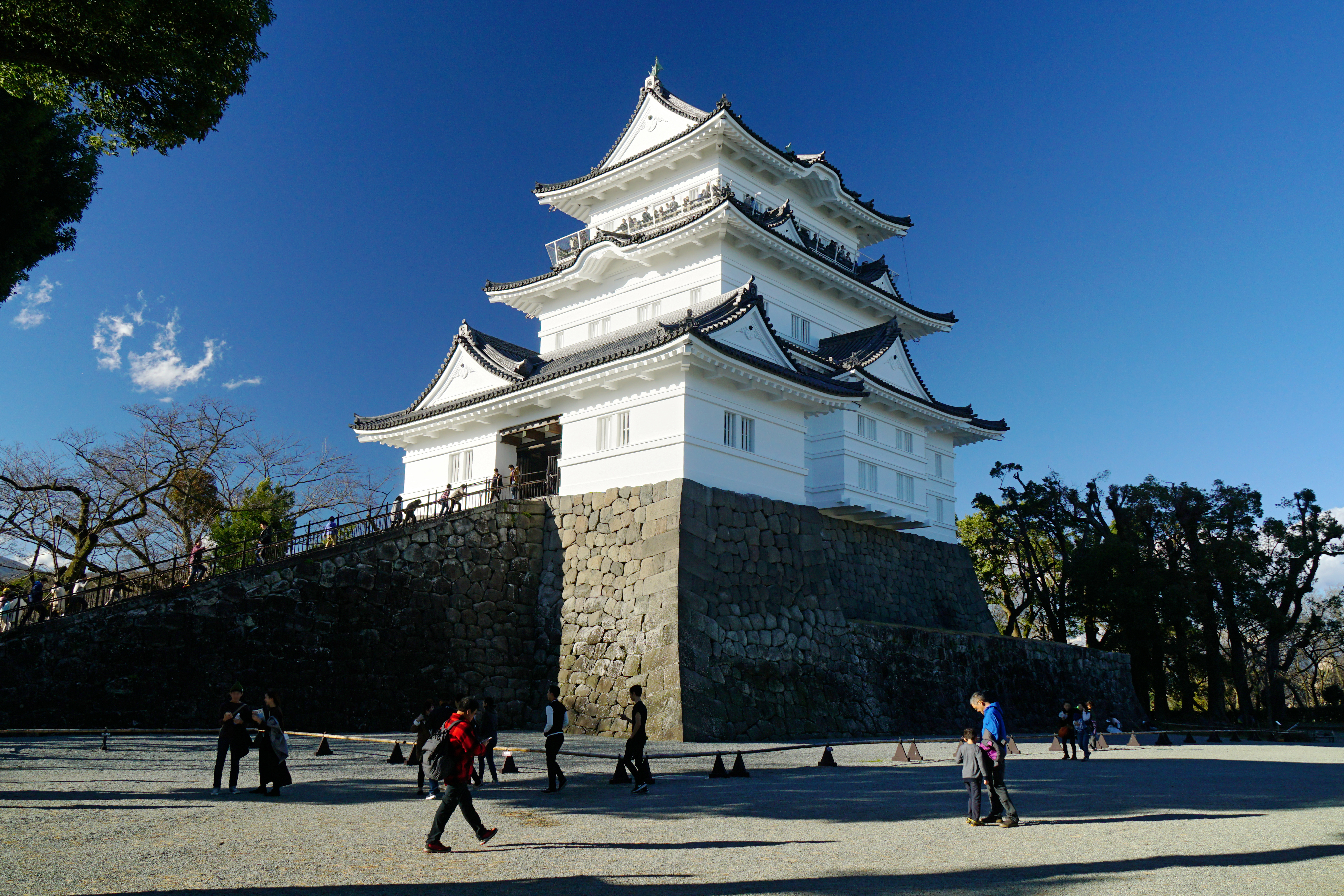
قلعة أوداوارا

أوداوارا (باليابانية: 小田原市أوداوارا-شي) هي مدينة يابانية تقع في محافظة كاناغاوا.
تأسست المدينة في 20 ديسمبر 1940.

## سياحة
بالإضافة إلى قلعة أوداوارا، يوجد منطقة هاكونه وهي منطقة ينابيع ساخنة.

## مدن توأم
- تشولا فيستا، سان ديغو، كاليفورنيا

## أعلام
- توشيكي ساكاي
- تسوكاسا أوزاوا
- شينغو ياناجيساوا
- كييتا إيسوزاكي
- كازو وادا

## وصلات خارجية
- الموقع الرسمي باللغة اليابانية